# Hagg Gill (River Leven)
Der Hagg Gill ist ein Wasserlauf im Lake District, Cumbria, England.
Der Hagg Gill entsteht als Abfluss des Boretree Tarn an dessen Ostseite. Er fließt in einer generell südwestlichen Richtung bis zu seiner Mündung in den River Leven nördlich von Backbarrow.